# Óbeszterce
Óbeszterce (szlovákul Stará Bystrica) község Szlovákiában, a Zsolnai kerületben, a Csacai járásban.

## Fekvése
Zsolnától 34 km-re északkeletre, a Beszterce-patak partján fekszik.

## Története
A település 1417-ben szerepel először a nyitrai püspök oklevelében. 1498-ban alapítottak itt vámszedőhelyet, mely a Lengyelországba menő kereskedelmi forgalmat ellenőrizte. A 16. században vlach pásztorok telepedtek itt le. A község területe ekkoriban megoszlott a budatíni és a sztrecsnói váruradalom között. 1626-ban pestisjárvány pusztított. A falu első templomát 1667-ben építették és Mihály arkangyal tiszteletére szentelték. Ebben az évben a község évi három vásár tartására kapott jogot. Építtetői Wesselényi Ferenc és felesége, Bosnyák Zsófia voltak. A plébániát 1691-ben alapították.
1697-ben a Loewenburg család lett a falu birtokosa. 1728-ban 1105 hívő élt itt. A 18. században elkezdődött a vastermelés a településen. A vasat a Bobóc hegyen találták és 1767-ben már megépült az első vasolvasztó is. A településnek azt a részét ekkor nevezték el Hámornak. Nemsokára a téglagyár is megkezdte működését a településen. 1784-ben 390 házában 2264 lakos élt. 1798-ban megalakultak első céhei, a mészárosok, molnárok, cipészek, posztógyártók és fazekasok céhe.
A 18. század végén Vályi András így ír róla: „Ó Besztertze. Tót falu Trentsén Vármegyében, földes Ura Spinola Uraság, lakosai katolikusok, fekszik Lengyel Országnak széle felé, Újhelyhez más fél mértföldnyire, határja közép termékenységű, ha szorgalmatosan miveltetik, tulajdonságaira nézve hasonlít Klubinához, második Osztálybéli.”
1813-ban a községet nagy árvíz sújtotta, melyben a régi templom is elpusztult. 1828-ban 389 ház állt településen, 2751 lakossal. 1831-ben kolerajárvány pusztított, melyben 208 lakos halt meg. 1834-ben nagy szárazság volt. 1838-ban a birtokos Sina báró új iskolát építtetett.
Fényes Elek 1851-ben kiadott geográfiai szótárában így ír a faluról: „Besztercze (Ó), népes tót falu, Trencsén vgyében, a Gallicziai határhoz közel: 2748 kath., 1 óhitű, 76 zsidó lak. és kath. paroch. templommal, synagógával. Földje sovány; de fenyves erdeje, legelője bőven. Lakosi sok marhát, juhot nevelnek; patakjokban pedig pisztrangot fognak. F. u. Szina György. Ut. p. Zsolna.”
1877-ben megkezdte működését a posta. A század vége felé sok falubeli vándorolt ki a tengerentúlra a jobb élet reményében. 1889-ben a templom majdnem teljesen leégett. Az új templom 1892-ben épült és a mai napig is áll. 1901-ben zsinagóga épült. A trianoni diktátumig Trencsén vármegye Kiszucaújhelyi járásához tartozott.

## Népessége
| Év:            | 1994. | 2004.   | 2014.   | 2024.   |
| -------------- | ----- | ------- | ------- | ------- |
| Emberek száma: | 2616  | 2679    | 2740    | 2817    |
| Eltérés:       |       | +2,40 % | +2,27 % | +2,81 % |

| Év:            | 2023. | 2024.   |
| -------------- | ----- | ------- |
| Emberek száma: | 2814  | 2817    |
| Eltérés:       |       | +0,10 % |

1910-ben 2656, túlnyomórészt szlovák anyanyelvű lakosa volt.
2001-ben 2628 lakosából 2612 szlovák volt.
2011-ben 2717 lakosából 2631 szlovák volt.

## Neves személyek
- Itt született 1842-ben Karol Brančík entomológus, botanikus, orvos, muzeológus.

## Nevezetességei
- Római katolikus temploma 1900 körül épült neogótikus stílusban.
- Barokk-klasszicista útikápolna a 18. századból.
- Későbarokk kúria, 1800 körül épült.
- Útmenti szobrok a 19. század elejéről, népi alkotások.
- Kereszt 1832-ből, népi alkotás.

## Külső hivatkozások
- Hivatalos oldal
- Községinfó
- Óbeszterce Szlovákia térképén
- A község a Kiszucai régió honlapján
- E-obce.sk Archiválva 2007. december 9-i dátummal a Wayback Machine-ben